# Para vos basuura
Para vos basuura es el segundo álbum de estudio de la banda de cumbia villera argentina Mala Fama editado y lanzado en 2001.

## Detalles del álbum
Es el segundo álbum, y su catapulta al éxito. Gracias a este álbum cobran gran notoriedad en la movida tropical y hacen sus apariciones en programas como Pasión de Sábado y Videomatch, conducido por la estrella de la televisión argentina Marcelo Tinelli
En este álbum, los estilos musicales se hacen más variados, siendo "Que mala leche" un cuarteto-merengue, "La ladilla" una guaracha santiagueña, "La tengo dura" una cumbia con elementos de Funk, "Por el orti" una alternancia entre cumbia y ska y "Te inco mi cuchillo" una galopa misionera

## Canciones
1. Gorra basura
2. Duro duro
3. Vos querés
4. Que mala leche
5. Te hago yu... yu
6. Me hice mala fama
7. El tumbanido
8. La ladilla
9. La tengo dura
10. Por el orti
11. Te inco mi cuchillo